# Leudesius
Leudesius (7. století – 676 Somme) byl franský majordomus královského paláce v Neustrii. Byl synem Erchinoalda, rovněž majordoma v Neustrii a jeho manželky Leutsindy. Jeho synem byl Adalrich

## Život
Leudesius po smrti svého otce v roce 658 zdědil jeho majetek, který byl v roce 659 příčinou sporu mezi arcidiecézí rouenskou a opatstvím Saint-Denis. V roce 673 burgundské vojsko pod vedením Leodegara porazilo krále Theudericha III. a majordoma Ebroina, který byl v úřadu majordoma autoritářský a velmi krutý, proto ho nechali tonzurovat a internovat do kláštera. Úřad majordoma v Neustrii na krátko převzal austrasianský majordomus Wulfoald, který po atentátu na krále Childericha II. a jeho rodinu v roce 675, musel úřad uvolnit a před jistou smrtí prchnout zpět do Austrasie. Neustrijci se proto obrátili k Leudesiovi, který Wuldoalfa v úřadu majordoma nahradil. Ve Franské říši v tomto období probíhal boj o moc a panovala obecná anarchie, které využil bývalý autoritářský majordomus Ebroin k útěku z kláštera. Když se o útěku dozvěděl Leudesius, tak spolu s králem Theuderichem III. a královským pokladem v roce 676 uprchli do Baizieux, kde je Ebroin zadržel a Leudesia nechal zavraždit.